# Helobdella californica
Helobdella californica är en ringmaskart som beskrevs av Kutschera 1988. Helobdella californica ingår i släktet Helobdella och familjen broskiglar. Inga underarter finns listade i Catalogue of Life.